# Queen Claye
Pour les articles homonymes, voir Harrison.
Queen Claye (née Harrison le 10 septembre 1988 à Loch Sheldrake) est une athlète américaine spécialiste du 100 mètres haies et du 400 mètres haies.

## Biographie
En 2007, elle se classe première du 400 m haies et deuxième du 100 m haies des Jeux panaméricains juniors. Deuxième des sélections olympiques américaines de 2008, elle participe aux Jeux de Pékin où elle s'incline au stade des demi-finales (7e en 55 s 88)
Étudiante à l'université Virginia Tech, Queen Harrison s'illustre lors de la saison 2010 en devenant la première athlète féminine à remporter la même année les titres NCAA du 100 m haies et du 400 m haies.
Elle se classe deuxième du 400 m haies lors des Championnats des États-Unis 2011 de Eugene derrière sa compatriote Lashinda Demus, obtenant ainsi sa qualification pour les Championnats du monde de 2011.
En juin 2013, dans un vent légal de 1,2 m/s, Brianna Rollins, qui vient de passer professionnelle après avoir couru pour l'Université de Clemson (Caroline du Sud), devance à Des Moines (Iowa) en finale des sélections américaines pour les Mondiaux 2013 Queen Harrison (12 s 43) et Nia Ali (12 s 48) pour améliorer de 07/100 le record des États-Unis, détenu depuis treize ans par Gail Devers. Elle égale la quatrième performance de l'histoire en 12 s 26. Kellie Wells et Lolo Jones n'iront pas aux Mondiaux de Moscou, prenant respectivement les 4e et 5e places dans une finale à laquelle ne participait pas Dawn Harper.
Le 12 mars 2016, Queen Harrison termine troisième du Championnats des États-Unis sur 60 m haies en abaissant son record personnel à 7 s 83. Elle est devancée par Brianna Rollins (7 s 76) et Kendra Harrison (7 s 77).
Elle s'impose le 7 juin suivant au Meeting de Montreuil en 12 s 61 (+ 3,3 m/s) devant Jacqueline Coward (12 s 74) et Nia Ali (12 s 76).
Le 21 mai 2017, elle remporte le Golden Grand Prix de Kawasaki en 12 s 65 (0,0 m/s).

## Vie privée
Le 16 août 2016, elle se fiance lors des Jeux olympiques de 2016 à son compagnon Will Claye, vainqueur ce-jour de la médaille d'argent du triple saut. Le couple se marie le 13 octobre 2018.

## Palmarès

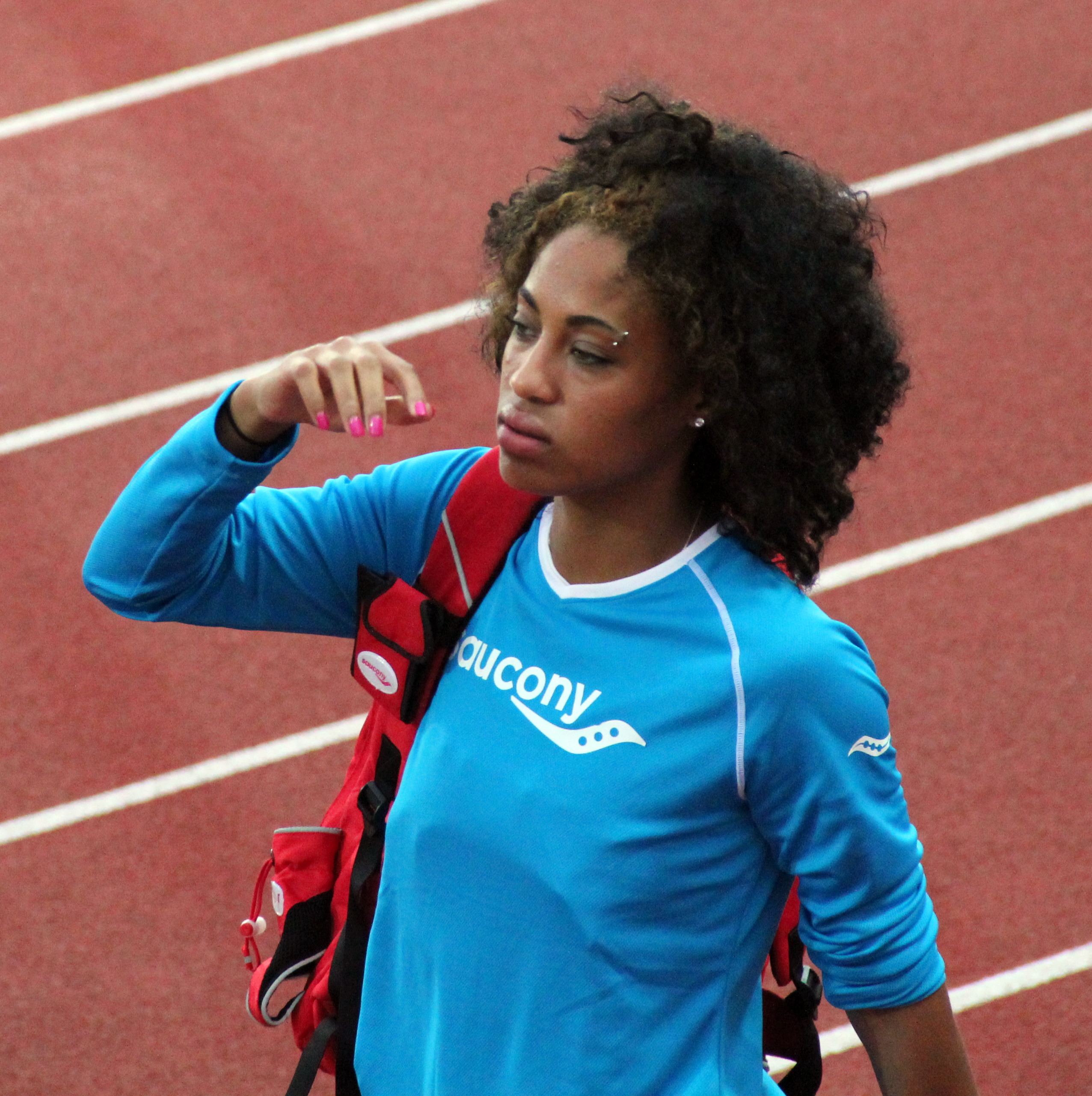
Queen Harrison en 2011 lors du meeting des Bislett Games

| Date | Compétition                        | Lieu             | Résultat | Épreuve           | Temps   |
| ---- | ---------------------------------- | ---------------- | -------- | ----------------- | ------- |
| 2007 | Championnats panaméricains juniors | São Paulo        | 2e       | 100 m haies       | 13 s 20 |
| 2007 | Championnats panaméricains juniors | São Paulo        | 1re      | 400 m haies       | 56 s 25 |
| 2012 | Ligue de diamant                   | Ligue de diamant | 3e       | 100 m haies       | détails |
| 2013 | Championnats du monde              | Moscou           | 5e       | 100 m haies       | 12 s 73 |
| 2014 | Ligue de diamant                   | Ligue de diamant | 2e       | 100 m haies       | détails |
| 2015 | Jeux panaméricains                 | Toronto          | 1re      | 100 m haies       | 12 s 52 |
| 2018 | Coupe du monde                     | Londres          | 3e       | 100 m haies       | 12 s 99 |
| 2018 | Championnats NACAC                 | Toronto          | 4e       | 100 m haies       | 12 s 93 |
| 2019 | Relais mondiaux de l'IAAF          | Yokohama         | 1re      | r. shuttle hurdle | séries  |

## Records
| Épreuve     | Performance | Lieu       | Date         |
| ----------- | ----------- | ---------- | ------------ |
| 60 m haies  | 7 s 83      | Portland   | 12 mars 2016 |
| 100 m haies | 12 s 43     | Des Moines | 22 juin 2013 |
| 400 m haies | 54 s 55     | Eugene     | 11 juin 2010 |